# Blanchard Springs Caverns

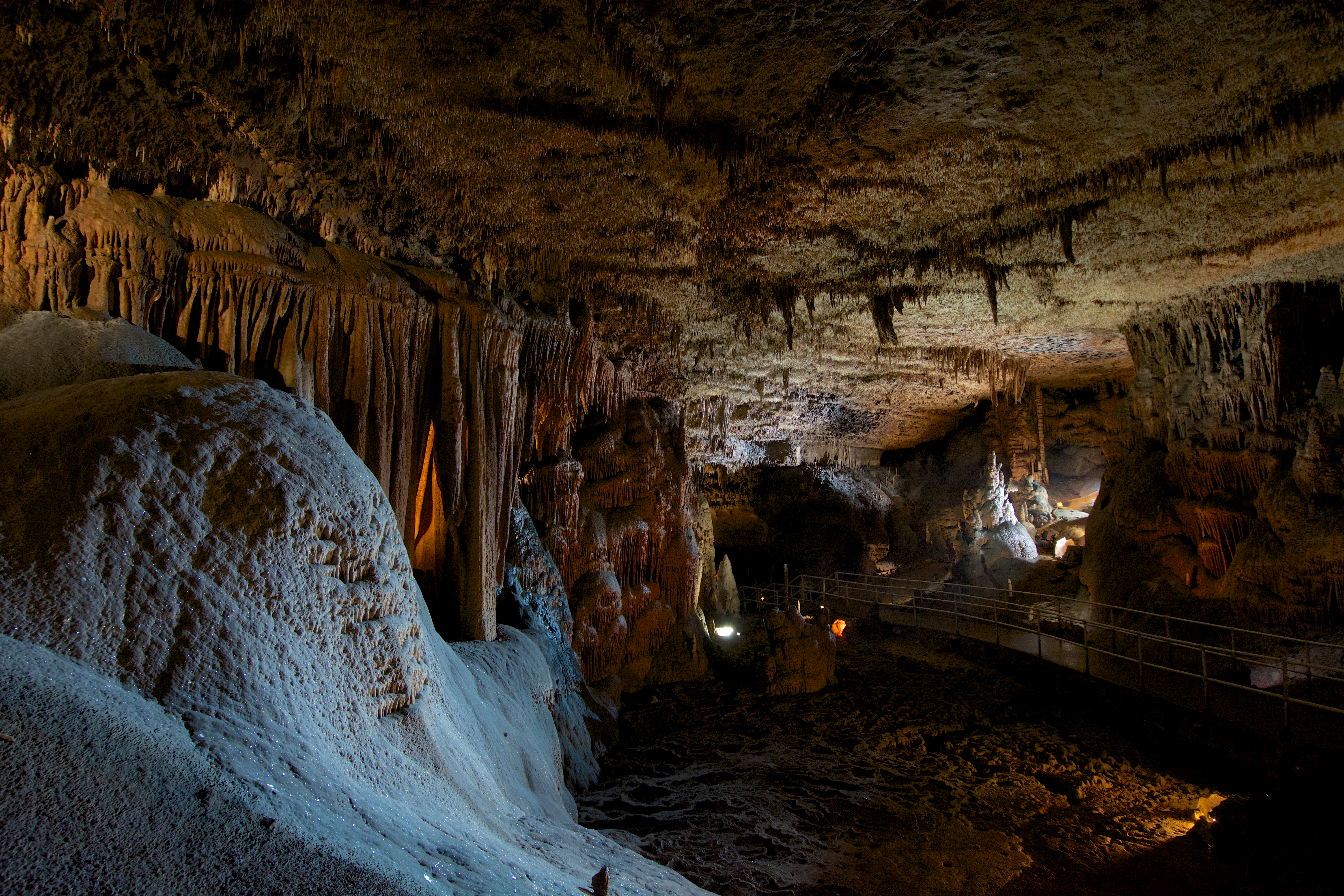
Blanchard Springs Caverns

Die Blanchard Springs Caverns sind eine Höhle im Stone County im Norden des US-Bundesstaates Arkansas. Sie gehört zu den eindrucksvollsten und am besten erhaltenen Tropfsteinhöhlen der Welt. Mehrere tausend Formationen von Stalaktiten, Stalagmiten, Säulen und Terrassen wachsen noch immer.
Zwei beleuchtete Pfade von der Länge etwa eines Kilometers sind für Führungen geöffnet.
Die kilometerlange Höhle ist außerdem das Zuhause einiger Grillen, Fledermäuse, Salamander, Frösche und diverser Insekten. Diese sind jedoch auf den beleuchteten Touren durch die Höhle nicht zu sehen.
Koordinaten: 35° 57′ 50″ N, 92° 10′ 46″ W